# McAlester (Oklahoma)
McAlester es una ciudad ubicada en el condado de Pittsburg en el estado estadounidense de Oklahoma. En el año 2010 tenía una población de 	18383 habitantes y una densidad poblacional de 448,37 personas por km².

## Geografía
McAlester se encuentra ubicada en las coordenadas 34°55′59″N 95°45′59″O / 34.93306, -95.76639 (34.933056, -95.766389).

## Demografía
Según la Oficina del Censo en 2000 los ingresos medios por hogar en la localidad eran de $28,631 y los ingresos medios por familia eran $36,480. Los hombres tenían unos ingresos medios de $29,502 frente a los $19,455 para las mujeres. La renta per cápita para la localidad era de $16,694. Alrededor del 19.4% de la población estaban por debajo del umbral de pobreza.